# Ganglio ótico
El ganglio ótico se encuentra situado en la fosa pterigopalatina (región infratemporal), cerca de la articulación temporo-mandibular, inferiormente al agujero oval, sobre la cara medial del nervio mandibular (V3) o del extremo superior del nervio lingual. Recibe aferencias del nervio petroso menor rama del nervio glosofaringeo (IX).
Algunas fibras se dirigen al tronco común con los nervios del músculo tensor del velo del paladar, el músculo pterigoideo medial y el músculo tensor del tímpano, así como a la cuerda del tímpano.